# لايونيل ريتشي
لايونيل بروكمان ريتشي، جونيور (بالإنجليزية: Lionel Brockman Richie, Jr.) والمعروف باسم لايونيل ريتشي (بالإنجليزية: Lionel Richie) هو مطرب أمريكي وكاتب اغاني ومنتج، ولد في 20 يونيو 1949، وحققت مبيعات البوماته أكثر من 100 مليون نسخة. عرف باغنية آلو أي (مرحبا بالعربية) وبأغاني أخرى تمتاز بالرومنسية والكلمات المعبرة عن الحب.
في عام 2016 ، حصل ريتشي على أعلى وسام شرف في مشاهير كتاب الأغاني ، جائزة جوني ميرسر.

## حياته المبكرة
وُلد ريتشي في 20 يونيو 1949 في توسكيجي، ألاباما، وهو ابن ليونيل بروكمان ريتشي (1915-1990)، محلل النظم في الجيش الأمريكي، وألبيرتا ر. فوستر (1917-2001)، معلمة ومديرة مدرسة. كانت جدته، أدلايد ماري براون، عازفة بيانو تعزف الموسيقى الكلاسيكية. في 4 مارس 2011، ظهر في برنامج "Who You Think You Are?" أي (من تعتقد أنك؟ بالعربية) على قناة NBC، حيث اكتشف أن جده الأكبر من جهة الأم، ج. لويس براون، كان على الأرجح الابن البيولوجي للقاضي الفيدرالي ومالك العبيد مورغان ويلز براون. كما كان زعيمًا وطنيًا لمنظمة أخوية أمريكية سوداء مبكرة. ومن الجدير بالذكر أن ج. لويس براون كان: "المنظم الرئيسي والعقيد الأكبر لفرسان الحكماء، وهي منظمة أخوية للرجال السود في فترة ما بعد الحرب الأهلية. تأسست في ناشفيل عام 1879، وكانت جمعية تأمين أخوية وفوائد الدفن، مثل العديد من المنظمات الأخرى في تلك الفترة".
نشأ ريتشي في حرم معهد توسكيجي. تم منح منزل عائلته كهدية لجدّيه من بوكر تي. واشنطن. تخرج من مدرسة جوليت الثانوية في حرم الشرق في جوليت، إلينوي. وكان لاعب تنس بارع في جوليت، وقد حصل على منحة دراسية للتنس للالتحاق بمعهد توسكيجي، حيث كان عضوًا في فرقة الموسيقى المشيّة "مارشينغ كريمسون بايبرز"، وتخرج بشهادة بكالوريوس في العلوم في الاقتصاد مع تخصص فرعي في المحاسبة.
فكر ريتشي في دراسة اللاهوت ليصبح كاهنًا في الكنيسة الأسقفية، التي تم تعميده فيها، لكنه قرر في النهاية أنه ليس "مادة كاهن" وقرر متابعة مسيرته الموسيقية رغم أنه لم يكن يعرف قراءة أو كتابة الموسيقى. وهو عضو في "كابا كابا بسي"، وهي أخوية شرف وطنية لأعضاء الفرق الموسيقية، وعضو نشط في حياة الأخوية "ألفا فاي ألفا".

## الشعبية في العالم العربي
ريشي هو موسيقي شهير في العديد من الدول العربية، وقد قدم عروضًا في المغرب والإمارات العربية المتحدة ومصر وليبيا. أفاد جون بيرمان من قناة ABC نيوز في عام 2006 أن "رجال عراقيين بالغين يدمعون بمجرد ذكر اسمه. 'أحب لايونيل ريشي'، يقولون. يمكنهم غناء أغنية كاملة لريشي". كتب بيرمان أن ريشي قال إنه تم إبلاغه بأن المدنيين العراقيين كانوا يشغلون أغنية "All Night Long" في الليلة التي غزت فيها الدبابات الأمريكية بغداد. كان ريشي ضد الحرب وقال إنه يرغب في أداء حفلة في بغداد يومًا ما.

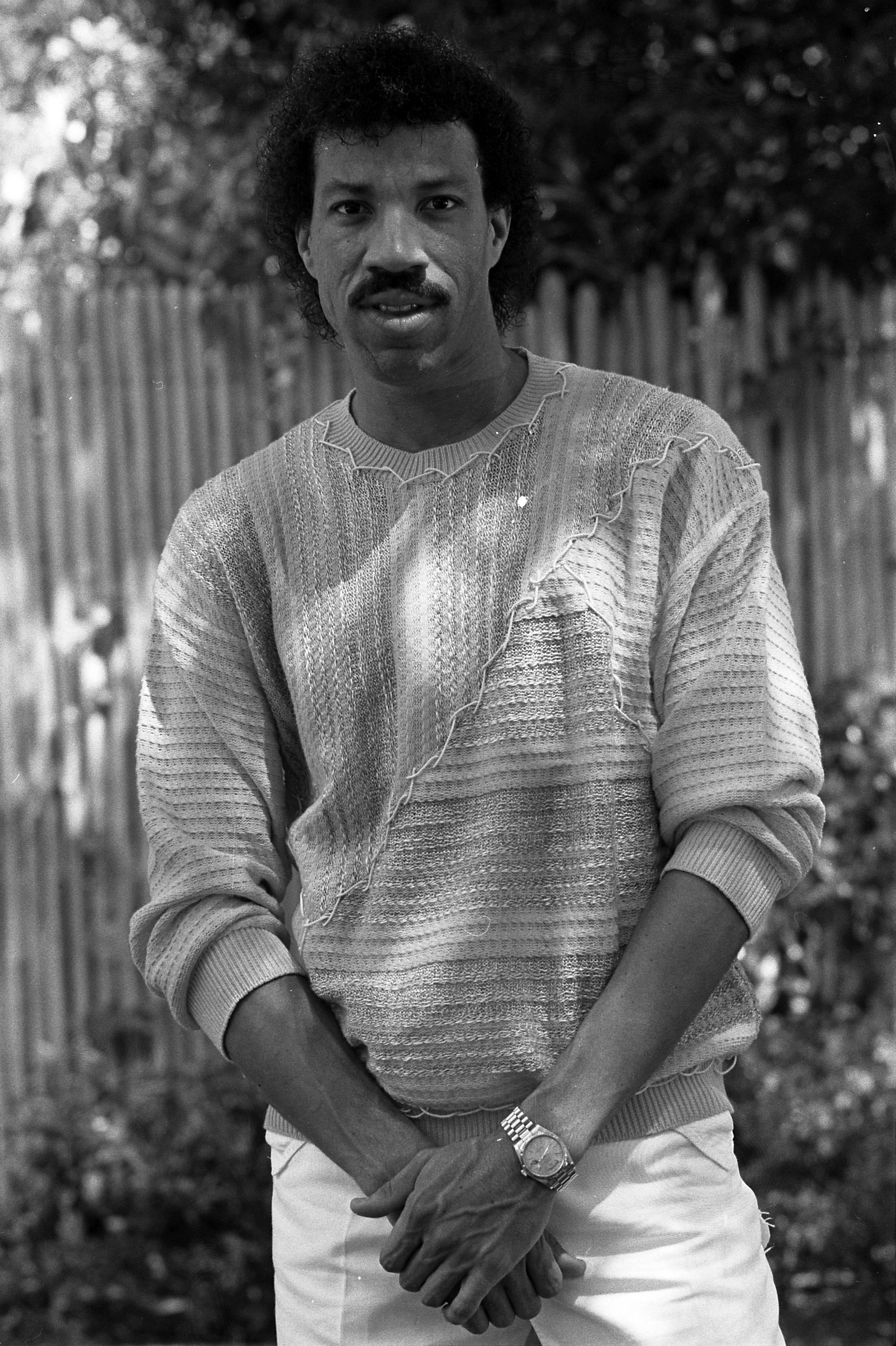
لايونيل ريتشي عام 1984

## روابط خارجية
- لايونيل ريتشي على موقع IMDb (الإنجليزية)
- لايونيل ريتشي على موقع الموسوعة البريطانية (الإنجليزية)
- لايونيل ريتشي على موقع روتن توميتوز (الإنجليزية)
- لايونيل ريتشي على موقع ألو سيني (الفرنسية)
- لايونيل ريتشي على موقع ميوزك برينز (الإنجليزية)
- لايونيل ريتشي على موقع رولينغ ستون (الإنجليزية)
- لايونيل ريتشي على موقع أول موفي (الإنجليزية)
- لايونيل ريتشي على موقع قاعدة بيانات برودواي على الإنترنت (الإنجليزية)
- لايونيل ريتشي على موقع إن إن دي بي (الإنجليزية)
- لايونيل ريتشي على موقع أول ميوزيك (الإنجليزية)